# Ньюберри, Джон Стронг
Джон Стронг Ньюберри (англ. John Strong Newberry, 22 декабря 1822 — 7 декабря 1892) — американский ботаник, зоолог, геолог, профессор геологии и палеонтологии, доктор медицинских наук, хирург, президент Американской ассоциации содействия развитию науки, президент Нью-Йоркской академии наук и президент Международного конгресса геологов.

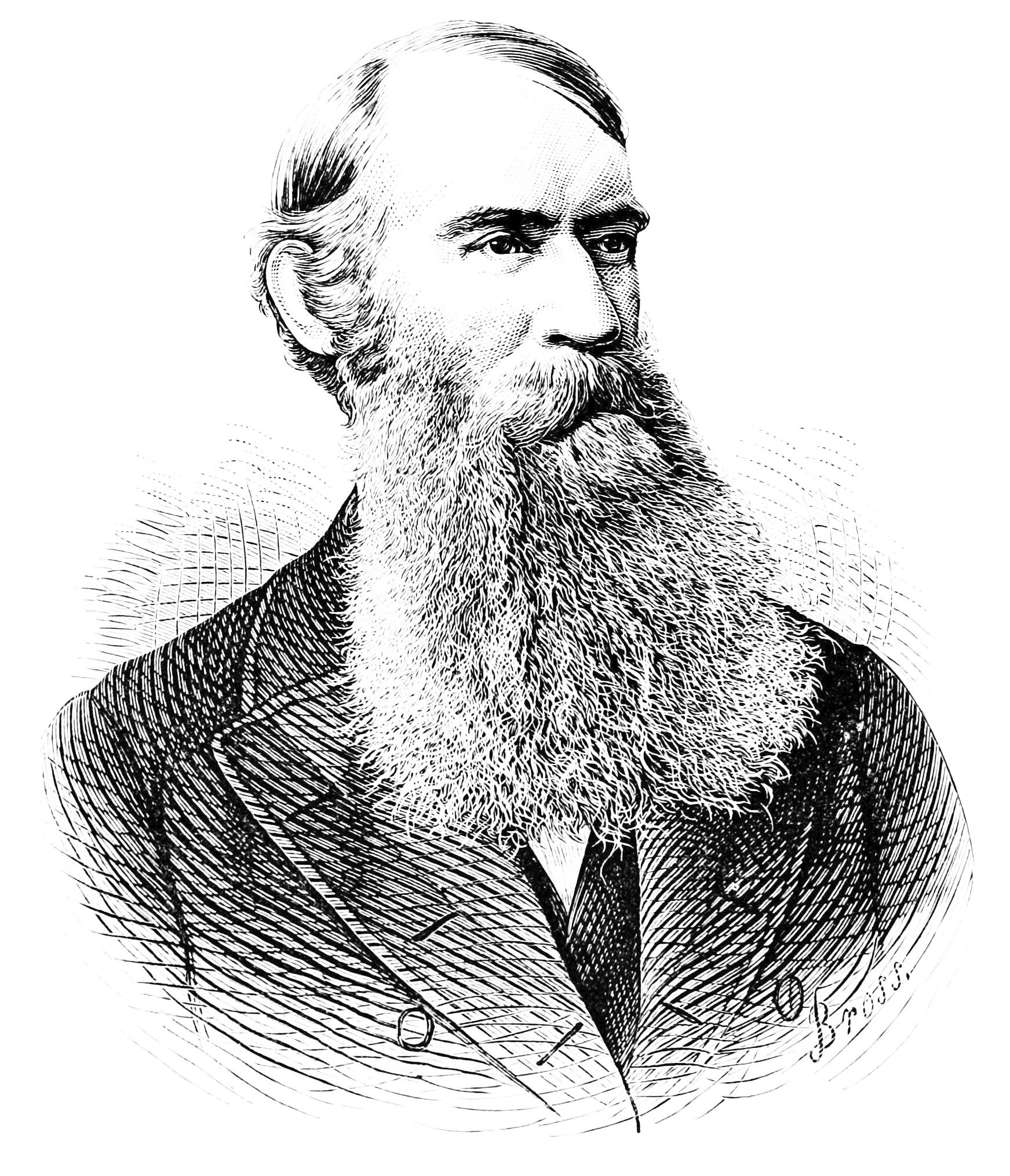
Джон Стронг Ньюберри (1876 год)

## Биография
Джон Стронг Ньюберри родился в штате Коннектикут 22 декабря 1822 года.
Ньюберри получил медицинское образование в Кливленде, штат Огайо. В 1848 году он получил степень доктора медицинских наук. Джон Стронг Ньюберри завершил своё медицинское образование в Париже. В 1855 году Ньюберри был назначен хирургом и геологом, а в 1857 году были опубликованы его доклады по геологии, ботанике и зоологии; в 1866 году он был назначен профессором геологии и палеонтологии.
Ньюберри был президентом Американской ассоциации содействия развитию науки (1867), президентом Нью-Йоркской академии наук (1867—1891), а также Международного конгресса геологов (1891).
В 1887 году он был избран объединённым членом Американской академии искусств и наук. В 1888 году Ньюберри получил Медаль Мурчисона Геологического общества Лондона.
Джон Стронг Ньюберри умер в городе Нью-Хейвен 7 декабря 1892 года.

## Научная деятельность
Джон Стронг Ньюберри специализировался на окаменелостях и на семенных растениях.

## Научные работы
- Reports of Explorations and Surveys to Ascertain the Most Practical and Economic Route for a Railroad from the Mississippi River to the Pacific Coast, Made in 1855-56 (Washington, 1857).
- Report on the Colorado River of the West, Explored in 1857-58 (Washington, 1861).
- Reports of the Exploring Expedition from Santa Fé to the Junction of the Grande and Green Rivers (Washington, 1876).
- The Rock Oils of Ohio (1859).
- The U. S. Sanitary Commission in the Valley of the Mississippi (Cleveland, 1871).
- Iron Resources of the United States (1874).
- The Structure and Relations of Dinichthys (1875).
- Report on the Fossil Fishes Collected on the Illinois Geological Survey (1886).
- The flora of the Amboy Clays. (Abstract) (1886)[7].
- Fossil Fishes and Fossil Plants of the Triassic Rocks of New Jersey and the Connecticut Valley (1888).
- Paleozoic Fishes of North America (1889)[8].
- Later Extinct Floras (1898).